# Биљана Јевтић
Биљана Јевтић (Грејач, 17. октобар 1959) је српска фолк певачица. До сада је снимила четрнаест албума и хитове: Ево ти срце на длану, Узми, аго, што ти драго, Проклет да је овај живот, Ништа не брини, Опасна је игра та, Плитак поток, Плакаћемо сутра, Сузо једина, Стариш, а не осетиш...

## Биографија
Биљана Јевтић (удата Илић) рођена је 17. октобра 1959. године у Грејачу код Алексинца. На такмичењу „Први глас Србије“, са лакоћом је отпевала песму Аница овце чувала и однела убедљиву победу. На том такмичењу, њен таленат запажа познати српски текстописац Радмила Тодоровић Бабић и одлучује да јој помогне у каријери. Први албум, под називом Биће боље, снимила је за сарајевски Дискотон 1983. године и до данас је снимила четрнаест албума.
Највећи хитови су: Ево ти срце на длану, Проклет да је овај живот, Опасна је игра та, Плакаћемо сутра, Сузо једина, Узми, аго, што ти драго, Ништа не брини, Сузе љубави, Плитак поток, Богаташ, Биљана - дует са супругом Александром Илићем, Седокоси, Стариш, а не осетиш, Све се плави, Мераклије...
Учествовала је на више фестивала - Хит парада, МЕСАМ, Моравски бисери, Гранд фестивал, Лира. На фестивалу Моравски бисери победила је 2010. године са песмом Гледам, а не видим, а 2013. за дуетску песму коју је отпевала са својим супругом, освојила је другу награду. 2014. године на фестивалу Лира за песму Ал' не умем да се напијем освојила је прву награду и награду за интерпретацију. 
Од 1989. године у браку је са певачем Александром Ацом Илићем, са којим има сина Ивана.

## Награде и признања
- Естрадно-музичка награда Србије, 2016.
- Победник фестивала "Лира", 2014.
- Награда за интерпретацију - фестивал Моравски бисери, 2013.

## Дискографија

### Албуми
- 1983. Биће боље (Дискотон)
- 1984. Уђи ми у траг (Дискотон)
- 1985. Ево ти срце на длану (Дискотон)
- 1986. Ах (Дискотон)
- 1987. Шта сам ти крива, животе (Југодиск)
- 1989. Проклет да је овај живот (ПГП РТБ)
- 1990. Узми, аго, што ти драго (ПГП РТБ)
- 1992. Да се ја питам (ПГП РТБ)
- 1995. За тебе сам рођена (ПГП РТС)
- 1997. Да куцнем у дрво (ЗАМ)
- 1998. Богаташ (ЗАМ)
- 2001. Ко из кабла киша лије (ЗАМ)
- 2004. Позови ме на кафу (Гранд продукција)
- 2007. Све се плави (Гранд продукција)

### Компилације
- 1991. Биљана Јевтић (ПГП РТБ)

### Синглови
- 2014. Сломио си срце
- 2016. Најлепше године

## Фестивали
- 1984. МЕСАМ - Уђи ми у траг
- 1985. МЕСАМ - Ево ти срце на длану
- 1986. МЕСАМ - Не могу сама
- 1987. МЕСАМ - Око плаво
- 1989. Хит парада - Проклет да је овај живот
- 1989. МЕСАМ - Проклет да је овај живот
- 1990. Посело године 202 - Опасна је игра та
- 1991. МЕСАМ - Узми аго што ти драго
- 1991. Валандово - Нема љубов мегу нас
- 1992. Хит парада - Узми, аго, што ти драго
- 1993. Хит парада - Крупне сузе
- 1995. Шумадијски сабор - Свако неког воли
- 1996. Моравски бисери - Нећу љубав другу ноћас
- 1996. МЕСАМ - Пепељуга
- 2001. Моравски бисери - Мала река, мали град
- 2006. Фестивал "Драгиша Недовић", Врњачка Бања - Стариш, а не осетиш
- 2010. Моравски бисери - Гледам, а не видим, победничка песма
- 2012. Гранд фестивал - Мераклије
- 2013. Моравски бисери - Да л' је то навика (дует са Ацом Илићем), друга награда публике
- 2014. Лира, Београд - Ал' не умем да се напијем, победничка песма, награда за интерпретацију